# Edificio Metrópolis

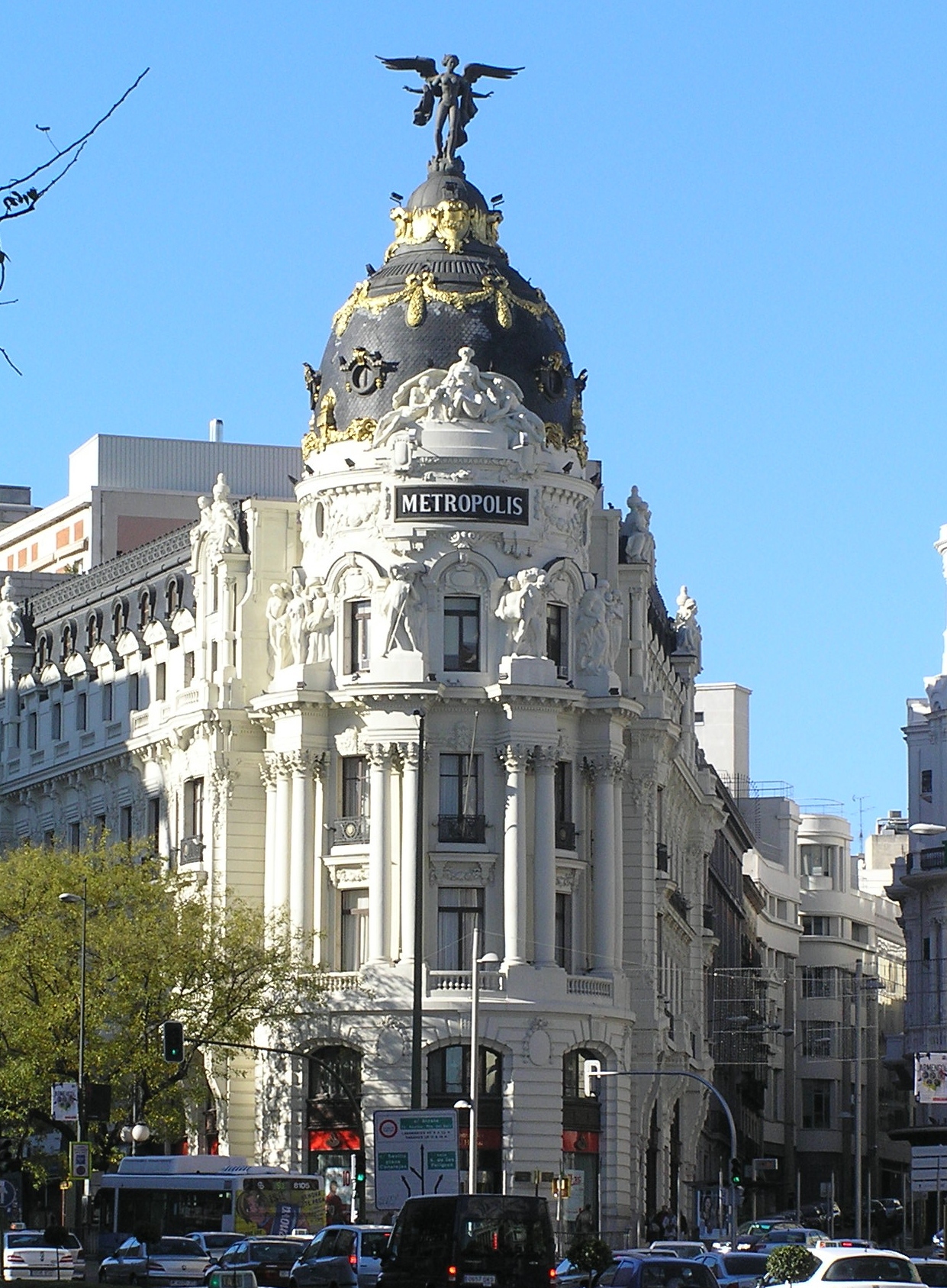
Metropolis

Het Edificio Metrópolis is een kantoorgebouw in de Spaanse hoofdstad Madrid. Het ligt op de kruising van de Calle de Alcalá en Gran Vía. 
Het gebouw werd ontworpen door de broers Jules en Raymond Février in de stijl van de beaux-arts. De bouw duurde van 1907 tot 1911. De eerste eigenaar was de verzekeringsmaatschappij La Unión y el Fénix. Het gebouw heeft een opvallende koepel die bekleedt is met dertigduizend bladgouden bladeren.

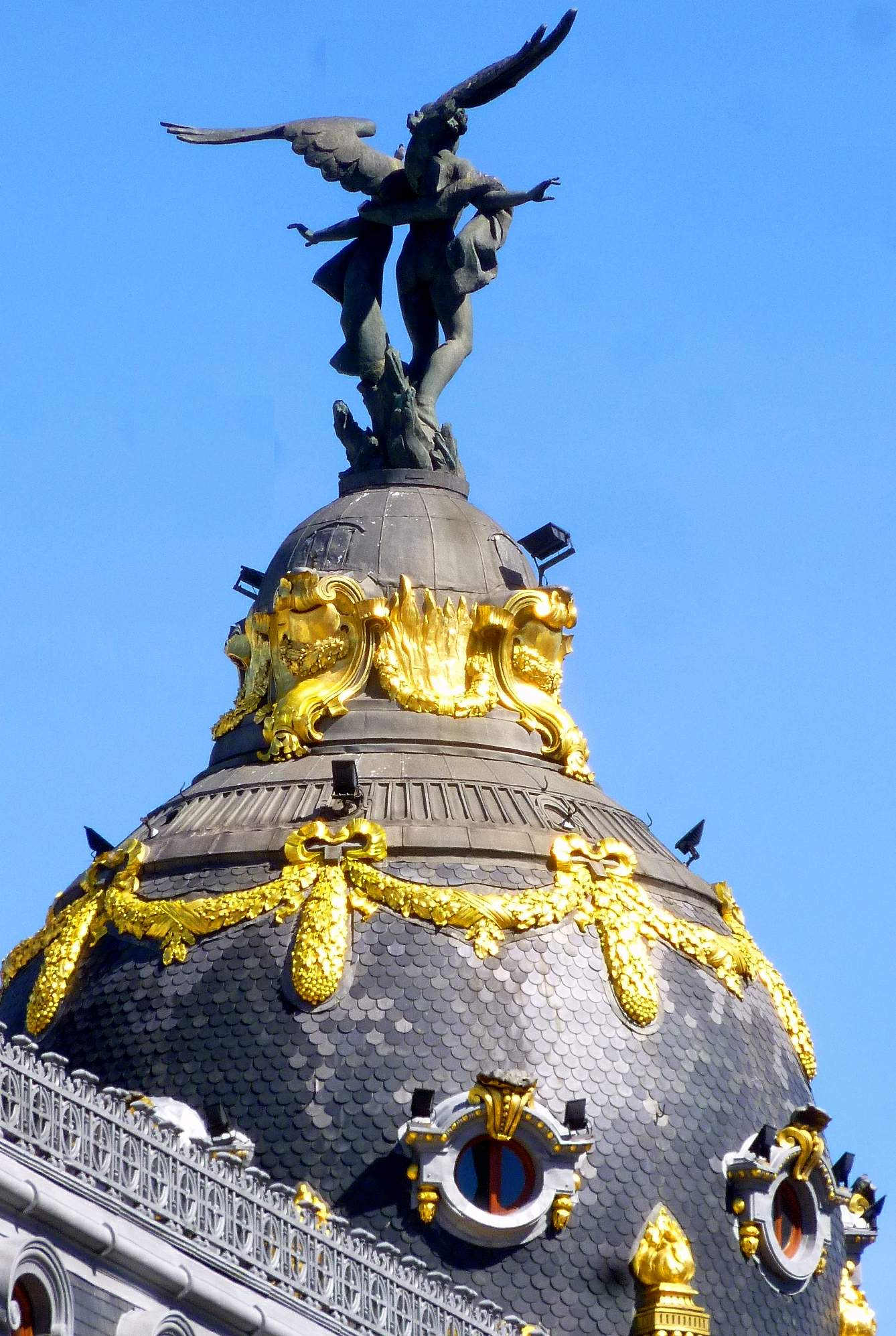
Detailopname

Op de hoek staan acht zuilen met daarboven vier beelden die de mijnbouw, landbouw, industrie en commercie representeren.